# Joseph zu Salm-Reifferscheidt-Dyck

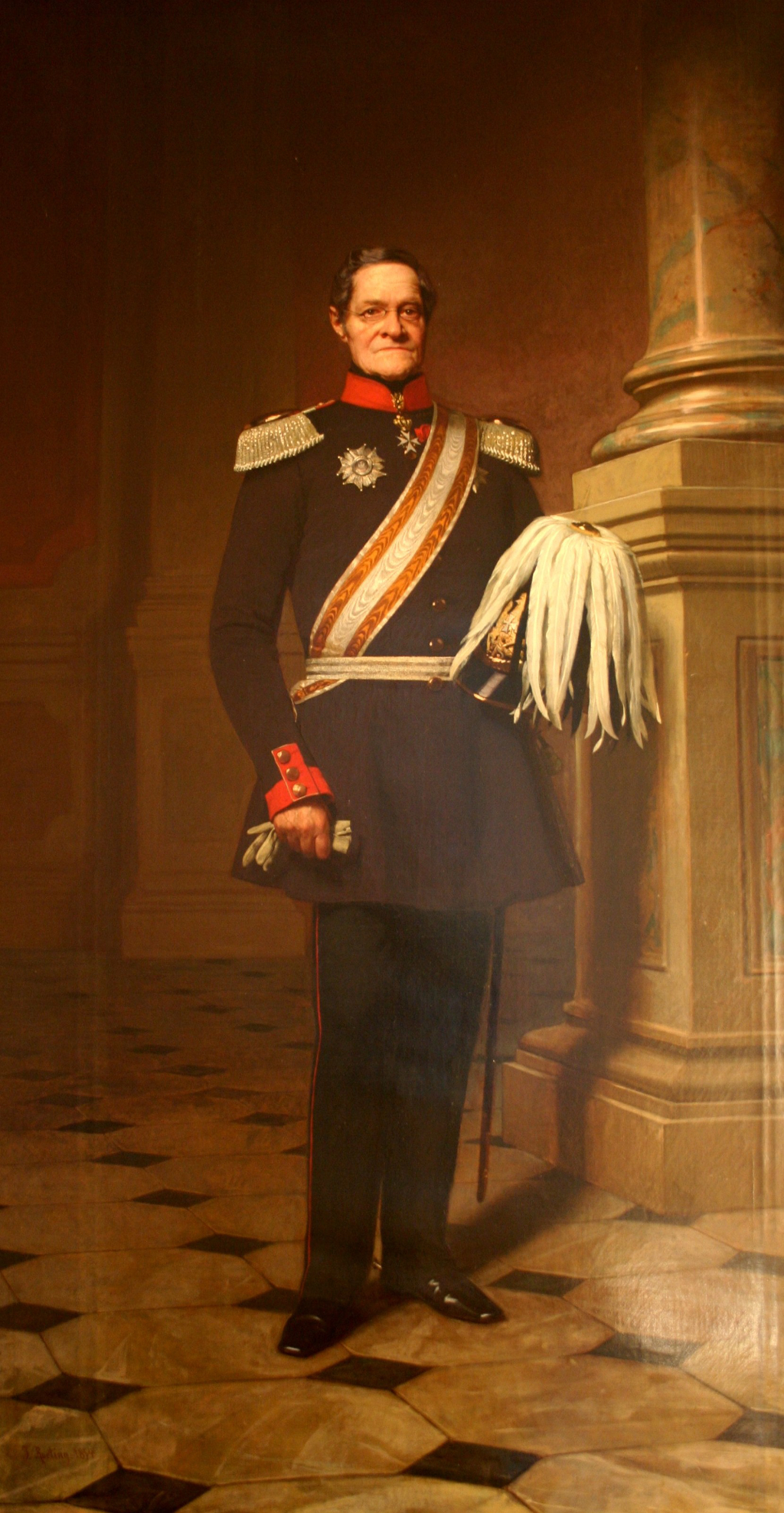
Joseph zu Salm-Reifferscheidt-Dyck, 1854 gemalt von Julius Roeting

Joseph Franz Maria Anton Hubert Ignatz Fürst und Altgraf zu Salm-Reifferscheidt-Dyck (* 4. September 1773 auf Schloss Dyck bei Neuss; † 21. März 1861 in Nizza) war ein deutscher Amateurbotaniker aus der Familie Salm-Reifferscheidt und Besitzer des Schlosses Dyck. Sein offizielles botanisches Autorenkürzel lautet „Salm-Dyck“.   

## Herkunft und Werdegang
Joseph zu Salm-Reifferscheidt-Dyck war der Sohn von Altgraf Franz Johann Wilhelm von Salm-Reifferscheidt-Dyck und Auguste, geborene Gräfin von Waldburg zu Zeil und Wurzach (1743–1776). Nach seiner Ausbildung auf dem Jesuitenkollegium in Köln reiste er für wissenschaftliche Privatstudien nach Wien, Brüssel und Paris. Die Souveränität seiner Grafschaft ging nach der Annexion der Rheinlande durch das revolutionäre Frankreich verloren. Auf wiederholten Reisen nach Paris sorgte er für die Wahrung des Besitzstandes seiner Familie. Seine Aufenthalte in Paris nutzte er regelmäßig für wissenschaftliche Zwecke. Die Parkanlage des Schlosses Dyck wurde von 1794 an unter Joseph zu Salm-Reifferscheidt-Dyck im Stile eines englischen Landschaftsgartens gestaltet (Gartenarchitekten: vornehmlich Thomas Blaikie, aber auch Maximilian Friedrich Weyhe und Peter Joseph Lenné); der Barockgarten aus dem 18. Jahrhundert wurde aufgegeben.
Seine Ehe mit Gräfin Marie Therese zu Hatzfeld (1776–1838) wurde 1801 nach 10 Jahren geschieden. Zu diesem Zeitpunkt waren die beiden aus der Verbindung hervorgegangenen Kinder tot. 1803 heiratete er die Schriftstellerin Marie Constance Pipelet, geborene de Théis, die ebenfalls geschieden war. Das Paar verbrachte die Wintermonate für die kommenden 20 Jahre in Paris. Ihr Haus wurde zu einem gesellschaftlichen Mittelpunkt für Gelehrte und Künstler. 1805 wurde Joseph zu Salm-Reifferscheidt-Dyck Mitglied des Gesetzgebenden Körpers von Paris sowie Kapitän der Wolfsjagd und Kanzler der 4. Kohorte der Ehrenlegion. Im Jahr 1809 wurde er von Napoleon zum Grafen des Reichs (comte d’Empire) erhoben.
König Friedrich Wilhelm III. erhob Joseph zu Salm-Reifferscheidt-Dyck im Jahre 1816 in den erblichen Fürstenstand. Er wurde am 15. April 1817 zum Major und Bataillonskommandeur der rheinischen Landwehr ernannt. Dort wurde er am 6. November 1818 zum Führer des 2. Aufgebots des II. Bataillon ernannt. Am 26. März 1820 kam er als Führer des 2. Aufgebots des Landwehrbataillons des 39. Infanterie-Regiments nach Neuß.
Seit 1826 war der Fürst Mitglied des Rheinischen Provinziallandtags.
Am 18. Oktober 1840 erhielt er den Roten Adlerorden 2. Klasse und am 11. Dezember 1840 den Charakter als Oberst. 1847 gehörte er dem Ersten und 1848 dem Zweiten Vereinigten Landtag an. Am 17. Oktober 1850 wurde er von seiner Position als Führer entbunden und wurde Chef des 17. Landwehr-Regiments. Er wurde im Jahr 1854 erbliches Mitglied des Preußischen Herrenhauses, außerdem erhielt er am 22. Mai 1858 den Charakter als Generalmajor.

## Wirken als Botaniker

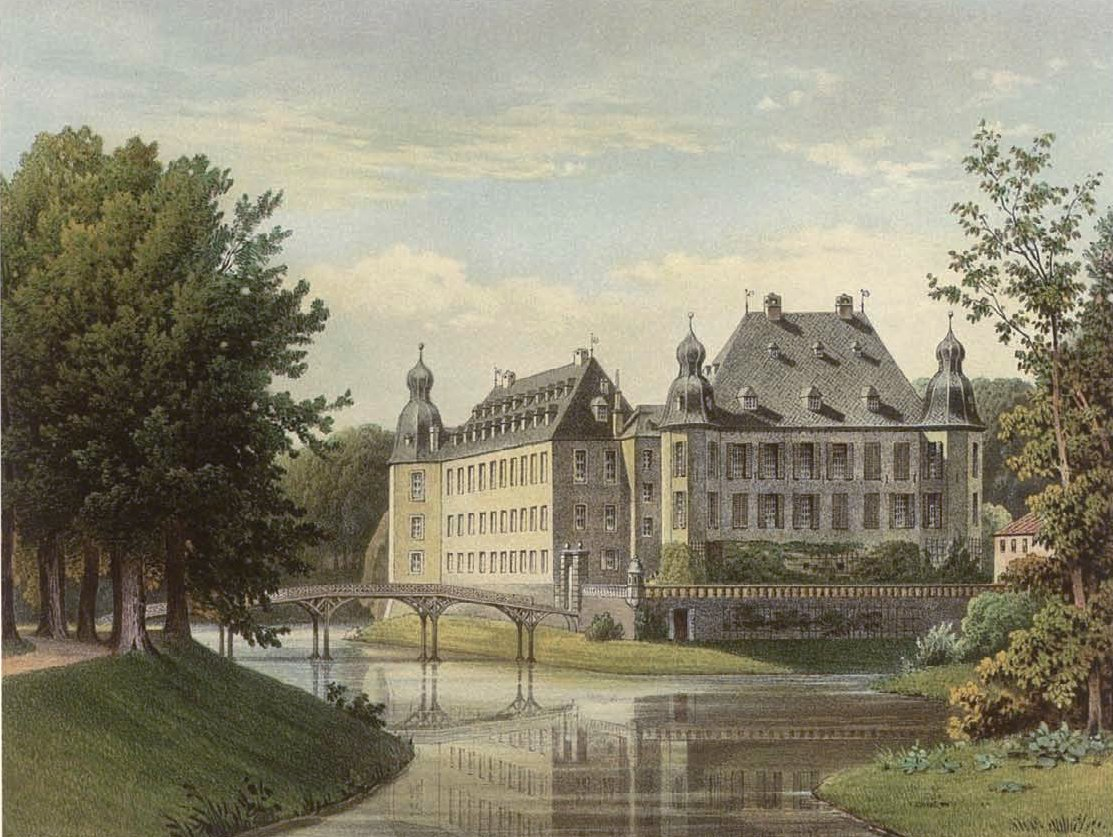
Zeitgenössische Darstellung seines Wohnsitzes

Der Fürst selbst war ein anerkannter Privatgelehrter und Verfasser botanischer Werke, insbesondere des Hortus Dyckensis, und legte eine Bibliothek an, vor allem mit Werken der Botanik (nach Versteigerung heute in alle Welt zerstreut). Im Hortus Dyckensis dokumentierte der Schlossherr alle im Park und den Gärten der Anlage gezüchteten Pflanzen. Sein besonderes Interesse galt den sukkulenten Pflanzen. Mit Cacteae in horto Dyckensi cultae anno 1849 veröffentlichte er ein bedeutendes Buch zur Systematik der Kakteengewächse. In diesem Buch sind alle seit 1837 neu veröffentlichten Kakteengattungen und -arten beschrieben sowie alle Synonyme und Literaturquellen aufgeführt. Erst dann wurde mit der Gesamtbeschreibung der Kakteen von Karl Moritz Schumann ein neues Werk zur Kakteensystematik veröffentlicht.

## Ehrungen
1819 wurde er zum Mitglied der Deutschen Akademie der Naturforscher Leopoldina gewählt.
Nach Salm-Reifferscheidt-Dyck wurden die Pflanzengattungen Dyckia Schult. f. aus der Familie der Bromeliengewächse (Bromeliaceae), Reifferscheidia C.Presl aus der Familie der Rosenapfelgewächse (Dilleniaceae), Salmiopuntia Frič  ex  Guiggi aus der Familie der Kakteengewächse (Cactaceae) und außerdem Salmea DC. und Salmeopsis Benth. aus der Familie der Korbblütler (Asteraceae) benannt.

## Schriften (Auswahl)

### Kataloge seines Gartens

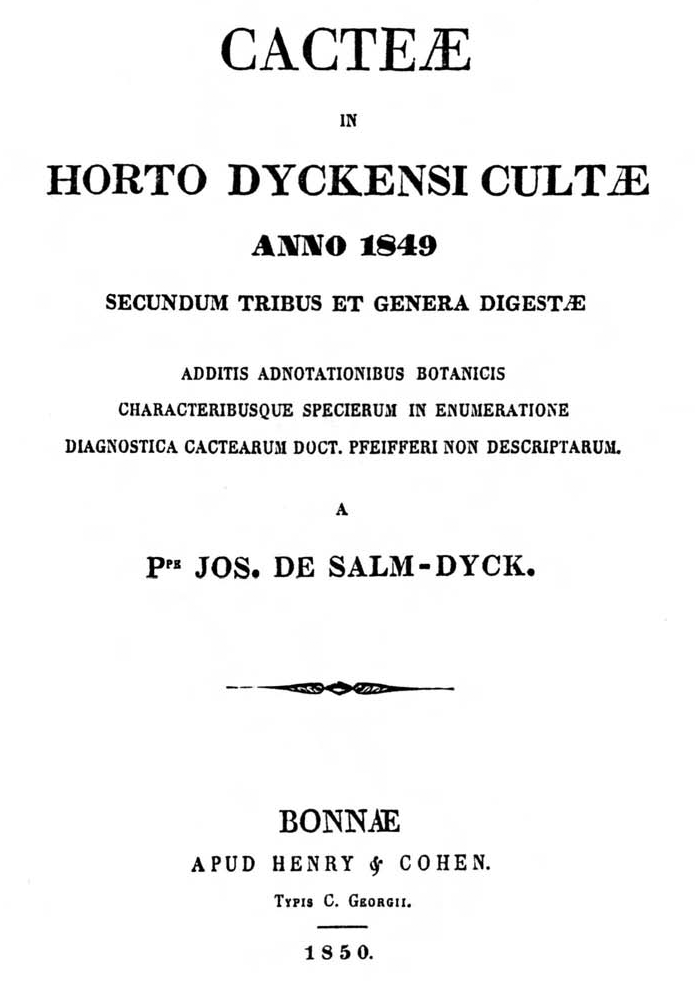
Titelseite von Cacteae in horto Dyckensi cultae anno 1849, das als eines seiner Hauptwerke gilt.

- Liste des Plantes Grasses, Cultivées dans les Jardins de M. le Comte de Salm, à Dyck. Düsseldorf ca. 1809.
- Plantae succulentae horti Dyckensis. Düsseldorf 1816.
- Verzeichniß der verschiedenen Arten und Abarten des Geschlechts Aloe […] Düsseldorf 1817 (online).
  - Catalogue raisonné des espèces et variétés d’Aloées […] Düsseldorf 1817.
- Plantae succulentae horti Dyckensis. Düsseldorf 1820 (online).
- Observationes botanicae in horto notatae. Anno 1820. Köln 1820 (online).
- Observationes botanicae in horto notatae. Anno 1821. Köln 1821 (online).
- Observationes botanicae in horto notatae. Anno 1822. Köln 1822 (online).
- Index plantarum succulentarum in horto Dyckensi cultae. Aachen 1822 (online).
- Index plantarum succulentarum in horto Dyckensi cultarum. Aachen 1829 (online).
- Index plantarum succulentarum in horto Dyckensi cultarum. Anno 183. Aachen 1834 (online).
- Hortus Dyckensis Oder Verzeichniss der in dem botanischen Garten zu Dyck wachsenden Pflanzen. Arnz & Comp., Düsseldorf 1834 (online).
  - Hortus Dyckensis ou Catalogue des plantes cultivées dan les jardins de Dyck. Arnz & Comp., Düsseldorf 1834 (online).
- Cacteae in horto Dyckensi cultae anno 1841 additis tribuum generumque characteribus emendatis. Düsseldorf/Bonn 1841.
- Cacteae in horto Dyckensi cultae anno 184. Düsseldorf 1842.
- Index plantarum succulentarum in horto Dyckensi cultarum. Aachen 1843.
- Cacteae in horto Dyckensi cultae anno 1844 additis tribuum generumque characteribus emendatis. Düsseldorf/Paris 1845 (online).
- Cacteae in horto Dyckensi cultae anno 1849, secundum tribus et genera digestæ additis adnotationibus botanicis characteribusque specierum in enumeratione diagnostica cactearum doct. Pfeifferi non descriptarum. Henry & Cohen, Bonn 1850 (online).

### Weitere Schriften
- Monographia generum Aloes et Mesembrianthemi. 7 Teile, Bonn 1836–1863, mit 252 teilweise colorierten Tafeln (Teil 1, Teil 2, Teil 3, Teil 4).

### Zeitschriftenbeiträge
- Beschreibung eines neuen Melocacti, nebst einigen Bemerkungen über die Familie der Cactéen. In: Allgemeine Gartenzeitung. Band 4, Nummer 19, 7. Mai 1836, S. 145–148 (online).
- Beschreibung einiger neuen Cacteen welche im Fürstlich Salm-Dyck’schen Garten cultivirt werden. In: Allgemeine Gartenzeitung. Band 13, Nummer 49, 6. Dezember 1845, S. 385–386 (online).
- Bemerkungen über die Gattungen Agave und Fourcroya nebst Beschreibung einiger neuen Arten. In: Bonplandia. Band 7, Nummer 5, 15. April 1859, S. 85–96 (online).